# Ilyushin Il-86
O Il-86 é um avião soviético de tipo wide-body e é o segundo wide-body quadrimotor depois do Boeing 747.
Os fabricantes MAP Factory nº 64 e WSK PZL-Mielec (russo e polonês) ficaram responsáveis pela produção desse avião. É operado principalmente na Rússia e na Ásia, além de Cuba, onde é operado pela Cubana de Aviación. Possui 55,40 metros de comprimento e 60,10 metros de envergadura. Com uma autonomia em media de 7300 km.
O Ilyushin Il-96 é uma aeronave curta, de longo alcance, e de avançado nível de desenvolvimento tecnológico em relação ao primeiro avião de fuselagem larga produzido pela Rússia, o Ilyushin Il-86. Possui asas supercríticas equipadas com winglets, uma cabine com glass cockpit e sistema fly-by-wire de controle. Ele voou pela primeira vez em 1988 e foi certificado em 1992. O IL básico -86-300 está equipado com moderna aviônica russa integrando seis multi-funções de Color LCD Displays, sistemas de navegação inercial e de satélite, e uma Traffic Collision Avoidance System/TCAS (incluindo o modo "S"). Ele permite que a aeronave a ser operada com dois tripulantes. A aviônica corresponde aos requisitos modernos em rotas internacionais na Europa e América do Norte (RNP-1) e permite navegação e aterragem em condições meteorológicas severas tipo CAT III/A. O Il-86 é oferecido em três variantes principais: o Il-86-300, Il-86M/T e Il-86-400.
O Il-86-300 tem uma capacidade de passageiros padrão de 262 lugares, uma configuração de duas classes com 18 lugares, com uma distância entre assentos de 54 polegadas (140 cm) e 244 lugares, com um espaçamento de 32 cm (81). As cozinhas são posicionados no convés superior, e no andar inferior pode acomodar 18 recipientes LD-3 e áreas de descanso da tripulação. Embora o seu preço de tabela é superior a 30% inferior ao equivalente tipos ocidental, as companhias aéreas russas não são particularmente ansiosas para comprá-lo. Em setembro de 2006, há apenas 16 Il-86-300 em operação com: Aeroflot (de 6 a 17), KrasAir (2), Domodedovo Airlines (3; realmente operado por KrasAir em nome da aliança AiRUnion), Atlant-Soyuz Airlines (1; versão de carga), da Cubana de Aviación (3) e Rossiya (2).

## Primeiro Voo
Devido a problemas no desenvolvimento dos propulsores e uma crise já existente na União Soviética, o primeiro voo do IL-86 primeiro em 22 de dezembro de 1976. Então em 1980 o avião entrou em serviço na Aeroflot, porém não foi possível que isso acontecesse antes das Olimpíadas de Moscou de 1980, como era desejado elo governo soviético.

## Acidentes
De 1980 até então não aconteceu nenhum acidente fatal envolvendo o Il-86, seja para o transporte de passageiros. Apenas um voo de translado registra acidente, ocorrido em 2002. Esse voo decolara de Moscou com destino St. Petersburgo. As autoridades apontaram como causa do acidente um defeito no botão do trim elétrico no manche - o que implicou um re-trimagem natural da aeronave para nose-down. O relatório final aponta para 14 mortos de 16 pessoas que compunham a tripulação e apoio de solo. Em Dubai, um voo de passageiros realizou um pouso de barriga devido a esquecimento por parte da tripulação de baixar o trem de pouso.

## Produção

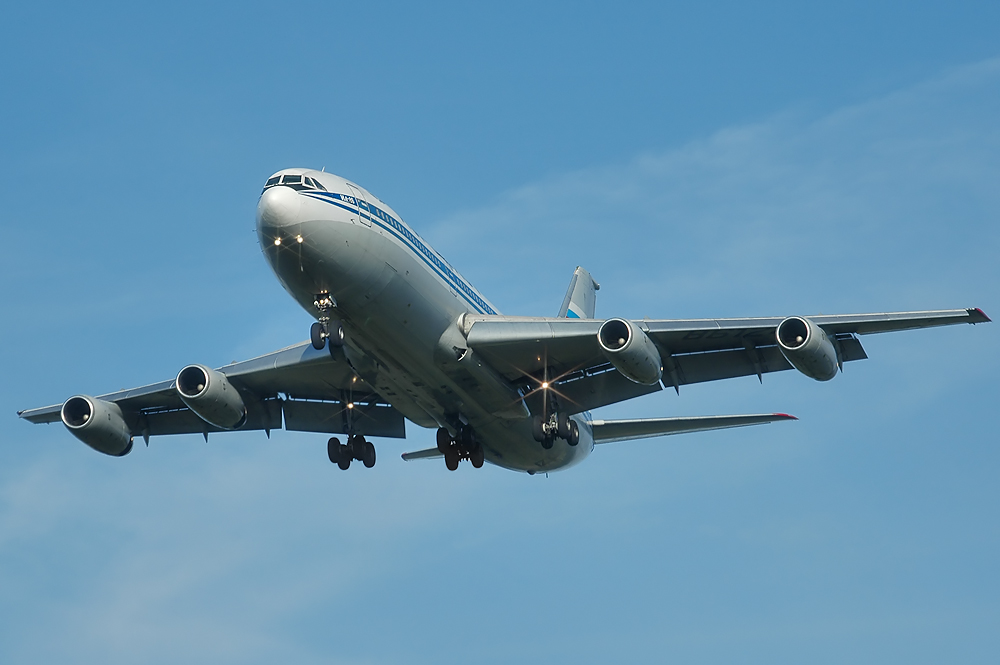
Il-86 da Siberia Airlines.

Um total de 106 unidades do Il-86 foram produzidas. Os Il-86 foram fabricados de 1977 a 1994, e foram sucedidos pelas Il-96 na linha de produção. Tinham capacidade para até 350 passageiros em classe única, ou 320 em configuração de 3 classes. As aeronaves tinham 48,06 m de envergadura por 60,21 metros de comprimento e 15,68 metros de altura. O peso máximo de decolagem (MTOW) era de 215.000 kg.
Os Ilyushin Il-96 serviram muitas linhas internacionais, inclusive voos ligando Moscou ao Rio de Janeiro pela Aeroflot, com uma escala na Ilha do Sal. Somente 23 aeronaves ainda permanecem em serviço ativo, sendo 19 civis e 4 militares.

## Alto custo

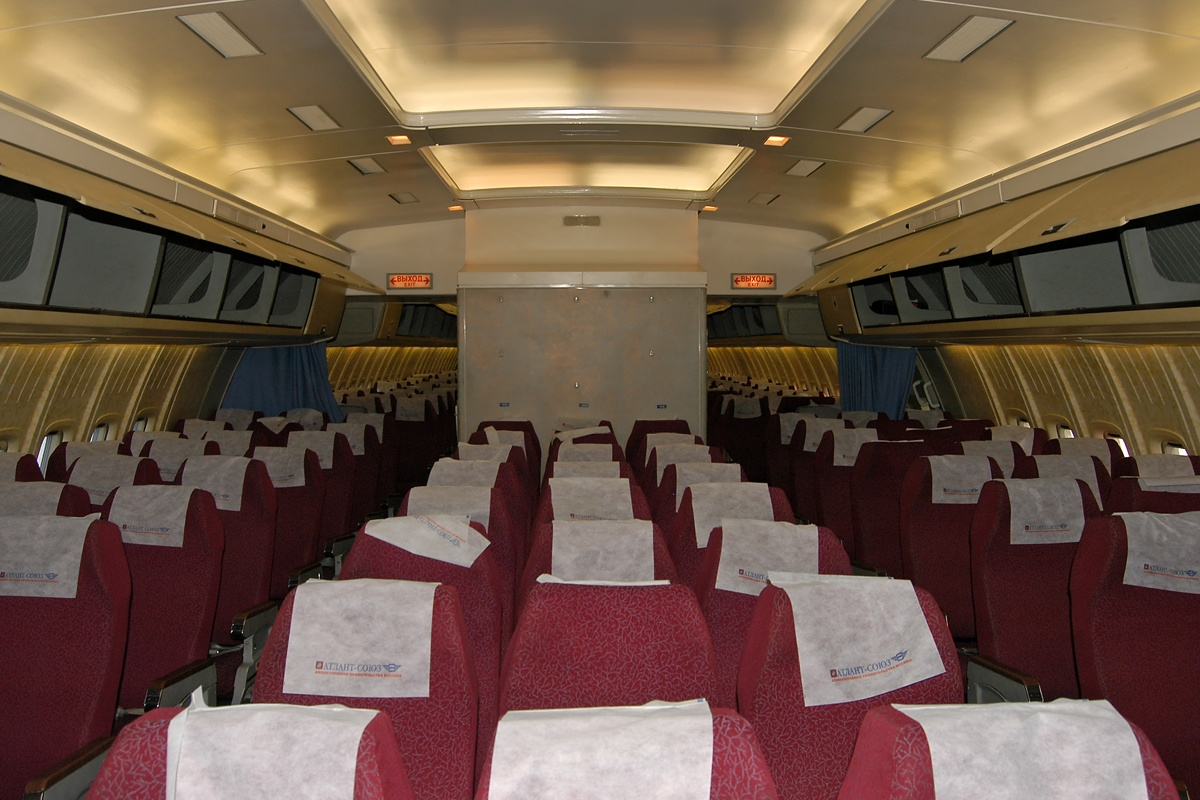
Interior do Il-86, costuma-se usar a configuração 3-3-3.

Os Il-86 é mais caro e menos competitivo que seus concorrentes diretos da Boeing e da Airbus, daí o seu "fracasso" de vendas.
A própria companhia aérea russa, a Aeroflot, está vendendo todos os seus jatos de fabricação russa, em especial os Tupolev, o incansável avião de passageiros do antigo Bloco Soviético. Quando se forem, apenas seis dos cerca de 100 jatos da frota da Aeroflot serão de fabricação russa. E esses seis aviões serão justamente os Ilyushin-96, que serão usados nas linhas domésticas e para algumas rotas especiais no exterior, como Moscou-Havana e Moscou-Hanói. O fato de a companhia passar a voar quase exclusivamente com aviões Boeing e Airbus constitui uma reviravolta significativa para uma companhia que já foi dona de praticamente todos os aviões civis da antiga União Soviética. O que acontece agora é que a companhia tentou se reinventar como companhia para homens de negócios, e seus passageiros tendem a preferir aviões ocidentais.
Embora os especialistas afirmem que os aviões russos são bem construídos, sua manutenção por parte das companhias aéreas que os utilizam deixa a desejar, assim como os reparos, o que lhes trouxe uma péssima fama em matéria de segurança depois do colapso soviético.

## Especificações
- Length: 55.3 m (181 ft 7 in)
- Span: 60,11 m (197 ft 3 in)
- Operating Empty Weight: 120,400 kg (265,198 lb)
- Max. Zero Fuel Weight: 180,000 kg (403,000 lb)
- Max. Landing Weight: 183,000 kg (403,083 lb)
- Max. Take-off Weight: 250,000 kg (551,000 lb)
- Max. Payload: 40,000 kg (88,105 lb)
- Takeoff Run at MTOW: 2,340 m (7,677 ft)
- Landing Run: 860 m (2,821 ft)
- Cruising speed: 0.78 to 0.84 Mach or 850 to 870 km/h TAS (459 to 469 KTAS)
- Maximum speed (Vmo): 0.84 Mach or 600 km/h IAS (325 KIAS)
- Service ceiling: 13,100 m (43,000 Ft)
- Cruise Altitude: 9,000 to 12,000 m (29,527 to 39,370 Ft)
- Range with max. payload: 11,500 km (6,209 nmi)
- Range with max. fuel: 13,500 km (7,289 nmi)
- Max. Fuel capacity: 152,620 l (40,322 US gal)
- 3-class Seating capacity: 237
- 2-class Seating capacity: 263
- 1-class Seating capacity: 300
- Cargo Capacity: F.H.1: 9,000 kg (Front); F.H.2: 15,000 kg (Back); F.H.3: 1,000 kg (Back); 6 LD3 (front); 10 LD3 (Rear)

### Tempo de vida útil do Il-86-300/400
- 20 anos de operações
- 20.000 pousos
- 60.000 horas de voo

### Motores
- Motores(x4): Aviadvigatel PS-90A
- Empuxo(x4): PS-90A: 16,000 kg (35,242 lb) N2:10,425 RPM

## Operadores
| Operadores                 | Em serviço | Em ordem | Armazenados |
| -------------------------- | ---------- | -------- | ----------- |
| Aeroflot                   | Nenhum     | Nenhum   | 3           |
| Cubana de Aviación         | 4          | 3        | 1           |
| Rossiya (Frota do Governo) | 10         | Nenhum   | Nenhum      |
| Total                      | 14         | 3        | 4           |